# 宮崎啓一
宮崎 啓一（みやざき けいいち、1920年10月7日 - 2006年6月13日）は、日本の裁判官。徳島市生まれ。第二水俣病裁判の裁判長を務めた。

## 来歴
- 1920年10月7日徳島市で生まれる。
- 1942年4月1日京都帝国大学法学部入学。
- 1944年9月30日京都帝国大学法学部卒業。
- 1948年12月16日高等試験司法科試験に合格。
- 1949年3月31日大阪地方検察庁を退職。
- 1949年4月1日司法修習生となる。
- 1951年3月31日司法修習を終える。その後、裁判所勤務を長く続ける。（新潟地方裁判所・家庭裁判所判事は1969年8月24日から1972年4月まで）
- 1990年11月9日東京弁護士会に弁護士登録。
- 2000年9月30日弁護士登録を取消。
- 2006年6月13日未明永眠。

## 著書
- 『闘わなかった兵士、闘った法律家――ある公害事件裁判長の弁明』（近代文芸社、2008年）ISBN 477337568X

| スタブアイコン | サブスタブ | この項目は、まだ閲覧者の調べものの参照としては役立たない、人物に関連した書きかけの項目です。この項目を加筆・訂正などしてくださる協力者を求めています（P:人物伝/PJ:人物伝）。 |